# Verge del Portal
La Mare de Déu del Portal  és una església a la ciutat d'Olot (Garrotxa) protegida com a bé cultural d'interès local.
És un edifici religiós al carrer que rep el seu nom, dins el nucli històric de la ciutat. Una gran porta de fusta, amb dos batents, guarda la capella, que es pot veure des del carrer a través de dues finestretes amb reixa. A dins, una gran reixa impedeix el pas vers la nau, coberta amb volta de canó. Un senzill altar neogòtic, amb la figura de la Verge en una fornícula central, és gairebé tot el que en resta. Una petita porta al costat dret, mena a casa de la senyora que en té cura.
Durant la segona meitat del segle xix a Olot, continuen les vicissituds bèl·lico-polítiques. A la vila i la comarca es va generar un fort nucli industrial, especialment a les vores del Fluvià. Arquitectònicament, a mesura que avança el segle, els mòduls neoclàssics donen pas a una arquitectura molt més historicista i eclèctica. S'edifiquen dins aquest ampli marc de l'eclecticisme edificis d'esbarjo com la Plaça de Braus i el teatre; i religiosos com les Escoles Escolàpies, les capelles del Sagrat Cor, dels Desemparats i de la Verge del Portal (1882), l'Església dels Pares Caputxins, l'Església de la Casa Batlló i les escales de Sant Esteve.